# Spoorlijn 125A
Spoorlijn 125A is een Belgische spoorlijn, die van Y Val-Benoît in Luik aftakt van spoorlijn 37 en via de rechteroever van de Maas naar station Flémalle-Haute loopt en aldaar aansluit op spoorlijn 125 tussen Namen en Luik. De lijn is 11 km lang.
De spoorlijn maakt het mogelijk om de werkplaats en het vormingsstation Kinkempois bij Luik zowel vanuit het westen als vanuit het zuiden te bereiken. Tussen Seraing en Kinkempois zijn er zeer veel private aftakkingen naar de plaatselijke hoogovens van ArcelorMittal.

## Geschiedenis
Op 15 april 1851 werd het baanvak tussen Flémalle en Ougrée geopend, twee maanden later (op 20 juni 1851) konden de treinen doorrijden tot Angleur/Longdoz. De lijn was vanaf 1851 dubbelsporig uitgevoerd en werd op 26 mei 1984 geëlektrificeerd (3 kV). De door een Engelse maatschappij, Compagnie de chemin de fer de Namur à Liège, gebouwde lijn werd op 1 januari 1855 overgenomen en geëxploiteerd tot 10 mei 1940, door de "Compagnie du Nord – Belge". Deze maatschappij was een zustermaatschappij van de Franse spoorwegmaatschappij "Chemin de fer du Nord". Het eigen eindpunt van de Nord-Belge in Luik was het kopstation "Longdoz". Alle reizigerstreinen van deze spoorlijn reden door tot dit kopstation, totdat deze in 1960 werd gesloten en de treinen omgeleid naar Guillemins. Op het laatst waren dit alleen lokale stoptreinen, maar vroeger reden de langeafstandstreinen van/naar Longdoz over deze spoorlijn. Tussen Flémalle-Annexe en Flémalle-Haute is de lijn in de loop der tijd verlegd om met een bocht aan te sluiten op lijn 125, een gedeelte van het oude tracé is nu in dienst als industrielijn.
In 1976 werd de spoorlijn gesloten voor personenvervoer. Het werd een goederenlijn, hoewel de lijn wel door reizigerstreinen wordt gebruikt bij omleidingen. De maximumsnelheid bedraagt 90 km/u.
In de zomer van 2018 is de lijn heropend voor reizigerstreinen van de S-trein Luik met de stopplaatsen Seraing en Ougrée.

## Treindiensten
De NMBS verzorgt het personenvervoer met S-treinen.
| Serie | Treinsoort          | Route                                                 | Bijzonderheden                                 |
| ----- | ------------------- | ----------------------------------------------------- | ---------------------------------------------- |
| S 42  | S-trein Luik (NMBS) | Liers – Luik-Guillemins – Flémalle-Haute              |                                                |
| S 44  | S-trein Luik (NMBS) | Landen – Borgworm – Momalle – Luik-Guillemins – Wezet | Rijdt in het weekend Landen - Luik-Guillemins. |

## Aansluitingen
In de volgende plaatsen is of was er een aansluiting op de volgende spoorlijnen:
Y Val-Benoît
Spoorlijn 37A tussen Luik-Guillemins en Angleur
Kinkempois
Spoorlijn 36A tussen Y Voroux en Kinkempois
Spoorlijn 37/1 tussen Y Aguesses en Kinkempois
Spoorlijn 125B tussen Y Garde-Dieu en Kinkempois
Y Val-Saint-Lambert
Spoorlijn 285 tussen Y Val-Saint-Lambert en Hermalle-sous-Huy
Flémalle-Haute
Spoorlijn 32 tussen Ans en Flémalle-Haute
Spoorlijn 125 tussen Luik-Guillemins en Namen

## Lijn 125C
Lijn 125C was het derde en vierde spoor tussen Y Val-Benoît en Kinkempois, parallel met lijn 125A. Geëlektrificeerd 26 mei 1984, Vmax 40 km/u. Ter hoogte van het voormalige seinhuis 'Block 2' takte de spoorlijn af en liep verder richting de werkplaats van Kinkempois. Met de sluiting van het seinhuis is ook de spoorlijn buiten dienst gesteld en is het grootste deel van de spoorlijn middelerwijl opgebroken.